# Docenave
Vale do Rio Doce Navegação S.A.  também conhecida como Docenave  é uma empresa de navegação brasileira.

## História

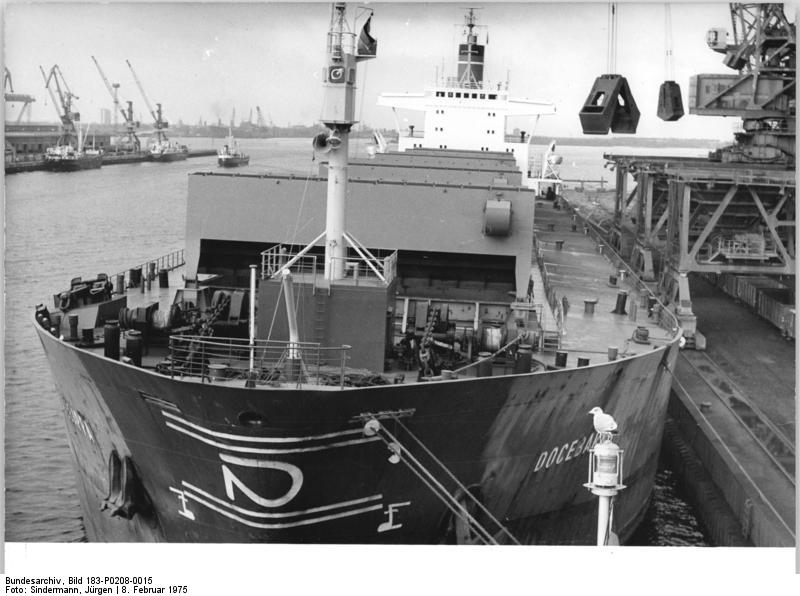
Graneleiro Docebarra construído pelo estaleiro Verolme para a Docenave.

Ela foi fundada em 2 de outubro de 1962, com sede situada no Rio de Janeiro, como uma subsidiária integral da então empresa de economia mista Companhia Vale do Rio Doce, a qual subscreveu 100% de suas ações. 
Desde sua criação opera nas áreas de transporte marítimo e apoio portuário. Para ter maior flexibilidade operacional a empresa criou, em 1967, a Seamar Shipping Corporation, sediada na Libéria (uma bandeira de conveniência) que é gerenciada no Brasil pelo grupo Docenave.
Criada para fazer o transporte de minério da Vale do Rio Doce do Porto de Tubarão para o Japão, a Docenave chegou a ter a terceira maior frota de graneleiros do mundo.  Os seus navios operavam em todos os continentes, transportando também grãos, óleo e produtos florestais.
No ano de 2001 quando era presidente da empresa Roger Agnelli, foi decidida a venda de toda frota de navios e a paralisação da Docenave. Em 2008 esta decisão foi revista quando parte da produção da Vale do Rio Doce deixou de ser vendida por falta de navios para transporte de minérios. A empresa definiu uma nova classe de navios que recebeu o nome de Valemax e passou a operar diretamente os seus navios.